# العلاقات النرويجية العمانية
العلاقات النرويجية العمانية هي العلاقات الثنائية التي تجمع بين النرويج وسلطنة عمان.

## مقارنة بين البلدين
هذه مقارنة عامة ومرجعية للدولتين:
| وجه المقارنة                                              | النرويج                                                   | سلطنة عمان    |
| --------------------------------------------------------- | --------------------------------------------------------- | ------------- |
| المساحة (كم2)                                             | 385.21 ألف                                                | 309.50 ألف    |
| عدد السكان (نسمة)                                         | 5.33 مليون                                                | 4.64 مليون    |
| الكثافة السكانية (ن./كم²)                                 | 13.84                                                     | 14.99         |
| العاصمة                                                   | أوسلو                                                     | مسقط          |
| اللغة الرسمية                                             | بوكمول، لغات السامي، نينوشك، اللغة النرويجية              | اللغة العربية |
| العملة                                                    | كرونة نروجية                                              | ريال عماني    |
| الناتج المحلي الإجمالي (بليون دولار)                      | 398.83 مليار                                              | 72.64 مليار   |
| الناتج المحلي الإجمالي (تعادل القوة الشرائية) بليون دولار | 322.23 مليار                                              | 179.49 مليار  |
| الناتج المحلي الإجمالي الاسمي للفرد دولار أمريكي          | 74.40 ألف                                                 | 15.55 ألف     |
| الناتج المحلي الإجمالي للفرد دولار أمريكي                 | 65.61 ألف                                                 | 38.63 ألف     |
| مؤشر التنمية البشرية                                      | 0.944                                                     | 0.793         |
| رمز المكالمات الدولي                                      | +47                                                       | +968          |
| رمز الإنترنت                                              | .no                                                       | عمان          |
| المنطقة الزمنية                                           | ت ع م+01:00، ت ع م+02:00، توقيت وسط أوروبا، أوروبا/أوسلو ‏ | ت ع م+04:00   |

## منظمات دولية مشتركة
يشترك البلدان في عضوية مجموعة من المنظمات الدولية، منها:
| علم المنظمة | اسم المنظمة                               | تاريخ انضمام النرويج | تاريخ انضمام سلطنة عمان |
| ----------- | ----------------------------------------- | -------------------- | ----------------------- |
|             | وكالة ضمان الاستثمار متعدد الأطراف        | 9 أغسطس 1989         | 1989                    |
|             | منظمة الشرطة الجنائية الدولية             | ?                    | ?                       |
|             | منظمة حظر الأسلحة الكيميائية              | ?                    | ?                       |
|             | منظمة التجارة العالمية                    | 1995                 | 2000                    |
|             | الفريق المعني برصد الأرض                  | ?                    | ?                       |
|             | الأمم المتحدة                             | 27 نوفمبر 1945       | 7 أكتوبر 1971           |
|             | مؤسسة التمويل الدولية                     | 20 يوليو 1956        | 1973                    |
|             | يونسكو                                    | 4 نوفمبر 1946        | 10 فبراير 1972          |
|             | مؤسسة التنمية الدولية                     | 24 سبتمبر 1960       | 1973                    |
|             | البنك الدولي للإنشاء والتعمير             | 27 ديسمبر 1945       | 1971                    |
|             | المنظمة الهيدروغرافية الدولية             | ?                    | ?                       |
|             | الاتحاد البريدي العالمي                   | ?                    | ?                       |
|             | المركز الدولي لتسوية المنازعات الاستشارية | 15 سبتمبر 1967       | 1995                    |
|             | الاتحاد الدولي للاتصالات                  | 1866                 | 28 أبريل 1972           |

## وصلات خارجية
- موقع وزارة الخارجية النرويجية
- موقع وزارة الخارجية العمانية